# Vélo Sport nantais
 (juillet 2017).
Si vous disposez d'ouvrages ou d'articles de référence ou si vous connaissez des sites web de qualité traitant du thème abordé ici, merci de compléter l'article en donnant les références utiles à sa vérifiabilité et en les liant à la section « Notes et références ».
Le Vélo Sport Nantais est un club omnisports français fondé en 1892 autour de la section cyclisme et qui s'enrichit au fil du temps de nombreuses disciplines comme le basket féminin, le tir et surtout le rugby dont la section fut créée en 1906.
Son équipe de basket féminine du VSN se distingue le 3 mai 1953 en remportant le championnat de France (division Honneur) contre SS Nilvange (57).
Après avoir connu de nombreuses difficultés, la section rugby est relancée en 2006 ainsi que l'école de rugby en 2008. Il a été présidé par Paul Vergnaud de 2006 à 2009 puis par Thomas Heude qui est toujours président actuellement .
Le Vélo Sport Nantais joue actuellement en championnat de série Pays de Loire sur son vieux stade historique : le stade vélodrome Petit Breton.

## Palmarès
Rugby
- 2006 - 2007 : finaliste de la 4e série Pays de Loire (défaite 19 - 7 contre la réserve du RO Cholet ) / éliminé en championnat de France par La Flotte en Ré.
- 2011- 2012 : finaliste de la 3e série Pays de Loire (défaite contre Les Herbiers) / non qualifié en championnat de France .
- 2012-2013 :  finaliste de la 3e série Pays de Loire (défaite contre Chateau Gontier) / non qualifié en championnat de France
- 2015-2016 : champion de 2e série Pays de la Loire / qualifié en championnat de France
- 2024-2025 : champion Challenge R1 Pays de la Loire / qualifié en championnat de France
- 2024-2025 : champion U19 R2 Pays de la Loire
- 2024-2025 : champion U19 R2 Grand Ouest

Basket Féminin
- 1948 : Champion de l'Atlantique 1ère série
- 1949 : Champion de l'Atlantique Honneur
- 1950 : 2ème Championnat de l'Atlantique Excellence
- 1951: Champion de l'Atlantique Excellence
- 1952: Champion de l'Atlantique Excellence
- 1953: Champion de l'Atlantique Excellence et Champion de France Honneur (accession en Excellence Nationale), contre Nilvange basket
- 1954: Finaliste du Championnat de France Excellence et montée en Nationale (une seule défaite en championnat FFBB), finale perdue contre Ol. Dunkerque 54-43.